# Sveti Juraj na Bregu
Sveti Juraj na Bregu (maďarsky Víziszentgyörgy) je opčina v Chorvatsku v Mezimuřské župě. Nachází se asi 7 km severozápadně od Čakovce a asi 107 km severovýchodně od Záhřebu. Podle údajů z roku 2021 žilo v opčině 4 929 obyvatel. Správním střediskem opčiny je vesnice Lopatinec.
V opčině se nachází celkem 9 samostatných vesnic. V letech 1880 a 1890 byly vesnice Dragoslavec, Frkanovec, Lopatinec, Okrugli Vrh, Pleškovec a Vučetinec uvedeny jako jedna vesnice Sveti Juraj na Bregu, poté získaly samostatnost.
- Brezje – 678 obyvatel
- Dragoslavec – 351 obyvatel
- Frkanovec – 301 obyvatel
- Lopatinec – 906 obyvatel
- Mali Mihaljevec – 433 obyvatel
- Okrugli Vrh – 358 obyvatel
- Pleškovec – 462 obyvatel
- Vučetinec – 569 obyvatel
- Zasadbreg – 871 obyvatel

V Lopatinci se nachází kostel svatého Jiří.